# Armáthia
Armáthia (en grec moderne : Αρμάθια Κάσου) est une île grecque située dans le sud-est de la mer Égée à 3 km au nord-ouest de Kassos à laquelle elle est rattachée. Administrativement elle formait avec quelques îlots un dème du nome du Dodécanèse.

## Géographie
Armathia est une île volcanique de 3,2 km de longueur par 1,6 km de largeur maximale pour une surface de 2,567 km2.

## Histoire
Alors qu'Armathia avait encore 8 habitants en 1951, elle est depuis 2001 inhabitée. Lors de la période d'exploitation maximale du gypse sa population approchait les 100 habitants.

## Économie
L'île fut exploitée pour ses carrières de gypse qui produisaient jusqu'à 8 000 tonnes par an. Elle est maintenant uniquement dédiée au tourisme journalier et à l'observation d'espèces animales.